# Die Praktische Berlinerin

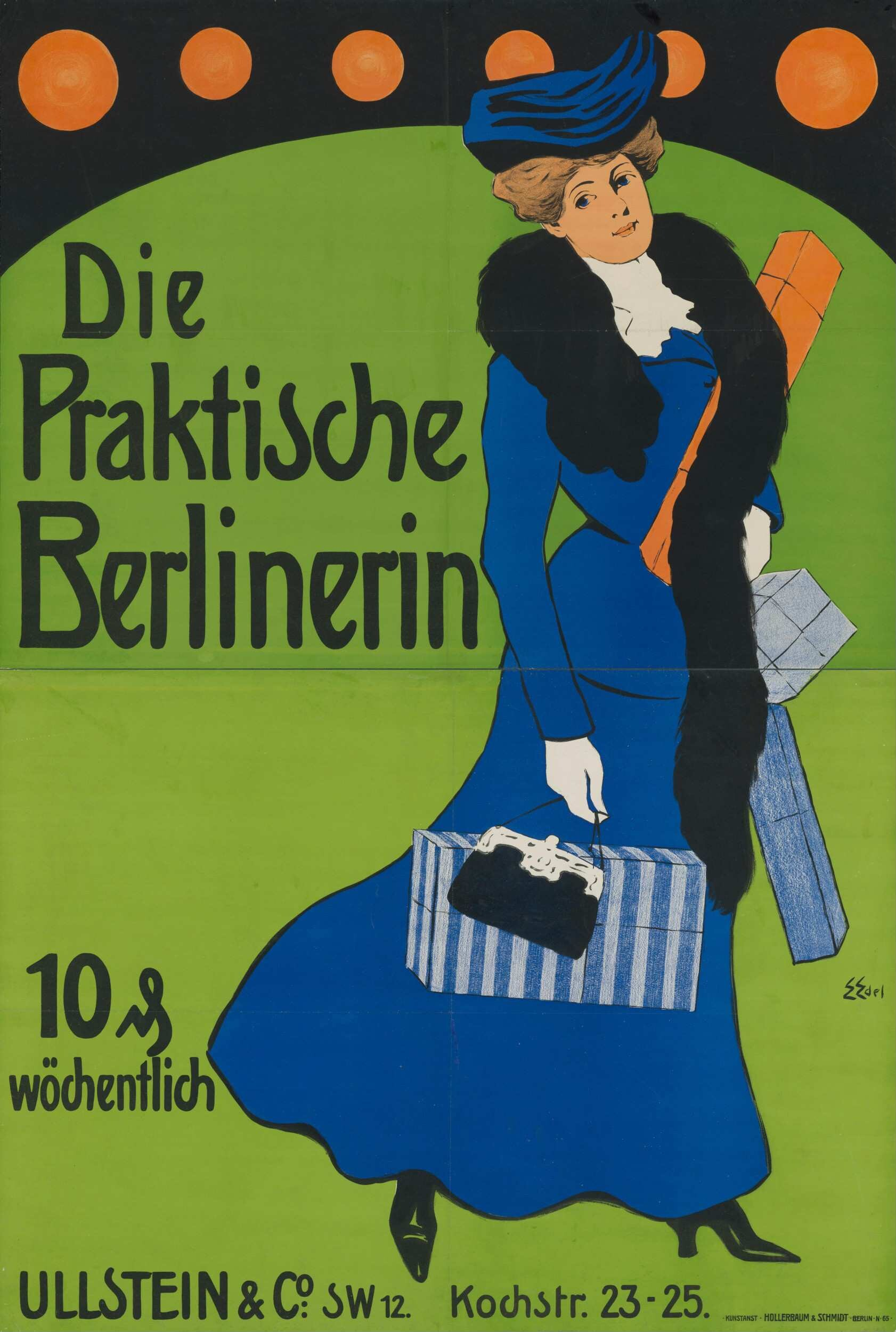
Die Praktische Berlinerin, Titelblatt von 1905, Designer: Edmund Edel

Die Praktische Berlinerin war eine Frauenzeitschrift, die von 1905 bis 1927 in Berlin erschien.

## Geschichte
Seit 1905 wurde Die Praktische Berlinerin. Wochenschrift für Haushalt, Mode und Handarbeit vom Ullstein Verlag in Berlin herausgegeben. Sie war nach der Übernahme der Zeitschrift Dies Blatt gehört der Hausfrau zusätzlich gegründet worden.
Schwerpunkt der Zeitschrift waren praktische Informationen für den Haushalt wie Kochen, Nähen, Kindererziehung und weiteres. Begehrtester Bestandteil waren zwei Schnittmusterbögen monatlich, die später auch in weiteren Ullstein-Zeitschriften (Modenwelt) erschienen. Daneben wurden zu verschiedensten weiteren Themen Berichte und Ratschläge gegeben; auch enthielt das Heft einen Fortsetzungsroman.
Die Zeitschrift wurde viel gelesen; 1914 wurden nach Angaben des Verlages mehr als 100.000 Exemplare pro Woche verkauft. 1925 hatte jedes Heft 96 Seiten. Im Juni 1926 betrug die Auflage 72.460 Exemplare.
Ab 1926/27 wurde Die Praktische Berlinerin vom Verlag Bazar herausgegeben. Ab Ende 1926 war Dora Kellner-Benjamin, die Ehefrau des Philosophen Walter Benjamin, verantwortliche Redakteurin. Unter ihrer Leitung wurden neben den bisherigen Themen auch stärker emanzipatorische Inhalte aufgenommen, wie eine Serie über Frauen, die ihren Mann stehen, über eine Ingenieurin, eine Polizistin und eine Fliegerin. Es gab Porträts über Paula Modersohn-Becker und Käthe Kollwitz. Der Fortsetzungsroman Tina und die Tänzerin von Anna Elisabet Weirauch beschrieb die Liebe zwischen zwei Frauen.
Im Laufe des Jahres 1927 stellte die Zeitschrift ihr Erscheinen ein und ging in Die Modenwelt über.

## Zitate
„Während die Männer in der Stadt sind, klopft Ullsteins «Praktische Berlinerin» an die Wohnungstüren der Frauen (...) [Diese kann] Appetite reizen, der Hausfrau die allerbilligste Kaffeekanne, ein Morgenkleid zu 3 Mark 70, ein «herrschaftliches» Schlafzimmer oder ein Mittel gegen Schwangerschaft empfehlen  (...). Was kann man noch über die Ullstein-Schnittmuster (...)  sagen? Ehe noch das Gehirn der Frau erkannt hat, was sie eigentlich wünscht, haben Ullsteins Zuschneider ihre Träume schon längst erraten und in praktischen Schnittmustern ihr ins Haus geschickt. Die Geister der künftigen Mantos, Blusen und Dessous haben die ersehnte, ideale, wenn einstweilen auch nur papierne Gestalt angenommen.“

## Persönlichkeiten
Leitende Redakteurinnen
- Ad. Hoffmann, 1905
- Antonie Steinmann, 1906–1907
- Elsa Herzog, 1907–1913, mitverantwortliche Redakteurin
- Marie Gerbrandt, 1907–1913
- Dora Kellner-Benjamin, 1927